# Seif Eissa
Seif Hussein Sherif Hussein Eissa, född 15 juni 1998, är en egyptisk taekwondoutövare. 

## Karriär

### 2014–2018
I augusti 2014 tog Eissa brons i 73 kg-klassen vid ungdoms-OS i Nanjing. I maj 2015 tävlade Eissa i 74 kg-klassen vid VM i Tjeljabinsk, där han blev utslagen i åttondelsfinalen av mexikanske Uriel Adriano. I september 2015 tog Eissa silver i 74 kg-klassen vid afrikanska spelen i Brazzaville efter en finalförlust mot maliske Ismaël Coulibaly. I maj 2016 tog han silver i 74 kg-klassen vid afrikanska mästerskapen i Port Said efter ännu en finalförlust mot Ismaël Coulibaly. Under 2016 tog Eissa även silver i 80 kg-klassen vid Grand Prix i Baku.
I juni 2017 tävlade Eissa i 74 kg-klassen vid VM i Muju, där han blev utslagen i kvartsfinalen av iranske Masoud Hajji-Zavareh. Under 2017 tog Eissa även silver i 80 kg-klassen vid Grand Prix i Rabat. I mars 2018 tog Eissa brons i 74 kg-klassen vid afrikanska mästerskapen i Agadir. I juni 2018 tog han silver i 80 kg-klassen vid medelhavsspelen i Tarragona efter en finalförlust mot spanske Raúl Martínez. Under 2018 tog Eissa även brons i 80 kg-klassen vid Grand Prix i Taoyuan och Manchester.

### 2019–2022
I maj 2019 tävlade Eissa i 74 kg-klassen vid VM i Manchester, där han blev utslagen i 32-delsfinalen av tunisiske Firas Katoussi. I juli 2019 tog Eissa silver i 80 kg-klassen vid universiaden i Neapel efter en finalförlust mot sydkoreanske Kang Min-woo. Följande månad tog han silver i 74 kg-klassen vid afrikanska spelen i Rabat efter en finalförlust mot Firas Katoussi. I oktober 2019 tog Eissa brons i 80 kg-klassen vid militära världsspelen i Wuhan. Under 2019 tog han även silver i 80 kg-klassen vid Grand Prix i Sofia.
I juni 2021 tog Eissa guld i 80 kg-klassen vid afrikanska mästerskapen i Dakar efter att ha besegrat marockanske Achraf Mahboubi i finalen. Följande månad tog han brons i 80 kg-klassen vid OS i Tokyo. I juli 2022 tog Eissa guld i 80 kg-klassen vid medelhavsspelen i Oran efter att ha besegrat spanske Daniel Quesada i finalen. Samma månad tog han även sitt andra guld i 80 kg-klassen vid afrikanska mästerskapen i Kigali efter att ha besegrat burkinske Faysal Sawadogo i finalen. I november 2022 tog Eissa brons i 80 kg-klassen vid VM i Guadalajara. Under 2022 tog han även silver i 80 kg-klassen vid Grand Prix i Rom och brons vid Grand Prix-finalen i Riyadh.

### 2023–
I maj 2023 tog Eissa brons i 80 kg-klassen vid VM i Baku. I november 2023 tog han silver i 80 kg-klassen vid afrikanska mästerskapen i Abidjan efter en finalförlust mot burkinske Faysal Sawadogo. Under året tog Eissa även silver i 80 kg-klassen vid Grand Prix-finalen i Manchester.
I mars 2024 tog Eissa silver i 80 kg-klassen vid afrikanska spelen i Accra efter en finalförlust mot tunisiske Firas Katoussi.